# Prazdnik Neptuna
Prazdnik Neptuna (russisk: Праздник Нептуна) er en sovjetisk spillefilm fra 1986 af Jurij Mamin.